# GUCA1B
GUCA1B (англ. Guanylate cyclase activator 1B) – білок, який кодується однойменним геном, розташованим у людей на короткому плечі 6-ї хромосоми. Довжина поліпептидного ланцюга білка становить 200 амінокислот, а молекулярна маса — 23 420.
| 10         |  | 20         |  | 30         |  | 40         |  | 50         |
| ---------- |  | ---------- |  | ---------- |  | ---------- |  | ---------- |
| MGQEFSWEEA |  | EAAGEIDVAE |  | LQEWYKKFVM |  | ECPSGTLFMH |  | EFKRFFKVTD |
| DEEASQYVEG |  | MFRAFDKNGD |  | NTIDFLEYVA |  | ALNLVLRGTL |  | EHKLKWTFKI |
| YDKDGNGCID |  | RLELLNIVEG |  | IYQLKKACRR |  | ELQTEQGQLL |  | TPEEVVDRIF |
| LLVDENGDGQ |  | LSLNEFVEGA |  | RRDKWVMKML |  | QMDMNPSSWL |  | AQQRRKSAMF |
|            |  |            |  |            |  |            |  |            |

A: Аланін

C: Цистеїн

D: Аспарагінова кислота

E: Глутамінова кислота

F: Фенілаланін

G: Гліцин

H: Гістидин

I: Ізолейцин

K: Лізин

L: Лейцин

M: Метіонін

N: Аспарагін

P: Пролін

Q: Глутамін

R: Аргінін

S: Серин

T: Треонін

V: Валін

W: Триптофан

Білок має сайт для зв'язування з іонами металів, іоном кальцію. 
Локалізований у клітинній мембрані, мембрані.